# Jean-Baptiste Camberlyn
Le chevalier Jean-Baptiste Camberlyn, mieux connu dans les lettres sous le nom de chevalier Camberlyn d'Amougies, du nom d'une seigneurie (appelée en flamand: Amengijs) possédée par son père Gilles Guillaume, est un poète belge de langue latine. Il naquit à Gand le 16 juin 1772 et y mourut le 4 avril 1834.

## Biographie
Jean-Baptiste Guillaume Camberlyn d'Amougies est le fils d'Égide Guillaume Camberlyn, seigneur d'Amougies, conseiller au conseil de Flandres, et d'Anne Justine de Graeve.
Il avait épousé Élisabeth de Partz de Courtray, née à Bruxelles le 11 septembre 1789 et décédée dans sa ville natale le 31 juillet 1829 dont il eut un fils Hyacinthe.
En 1816 Jean-Baptiste Camberlyn et son frère Joseph-Guillaume Camberlyn furent anoblis par le roi Guillaume Ier des Pays-Bas.
Après avoir étudié le droit à l'ancienne Université de Louvain, il fit une carrière de magistrat en tant que juge au tribunal de première instance de Gand sous le régime français. Il conserva sa charge lors du royaume uni des Pays-Bas et après 1830 il fut un des rares magistrats dont le Gouvernement provisoire conserva le poste.

## Son œuvre poétique
Ses poésies latines, souvent des poèmes de circonstances célébrant le jardin botanique de Gand, le roi Guillaume Ier et son épouse, le prince Frédéric, le pape Léon XII, le roi Louis XVIII et quelques œuvres plus importantes, eurent alors un immense succès et la presse de l'époque en faisait volontiers l'éloge. On peut le compter à côté d'un Jean-Dominique Fuss, et d'un Jacques-Joseph Deglimes parmi les trois meilleurs poètes latins de son temps, qui formaient alors ce qu'on pourrait appeler une sorte de Trias Poetica Belgica.
Son talent littéraire fut récompensé en haut lieu et il fut décoré tour à tour de la croix de chevalier de la Légion d'honneur, puis de l'ordre du Lion Belgique et devint même commandeur de l'ordre du Phénix de Hohenlohe, tant la réputation de sa plume s'était répandue au loin quoiqu'il n'ait commencé à publier qu'à l'âge déjà mûr de quarante-trois ans.
Il devint vice-président de la Société royale des beaux-arts et de littérature de Gand.
L'ensemble de son œuvre a été publiée à Gand en 1828, sous le titre de Miscellanea.
On y remarque les poésies suivantes :
- In caedem Egmondi : sur la mort du comte d'Egmond.
- Ars Costeriana : où il loue Laurent Coster de Haarlem d'avoir inventé l'imprimerie.
- Eyckii immortali genio : au génie immortel de Van Eyck.
- Buckelingii genio, poésie dithyrambique célébrant l'immortel génie de Willem Beukelszoon qui fut le premier à avoir découvert la méthode pour encaquer le hareng[4].

Il est l'auteur aussi de quelques pamphlets contre Napoléon.
Son œuvre, célèbre de son temps, est tombée dans l'oubli, mais elle témoigne de ce qu'était la littérature à son époque.